# Spatsizi Plateau

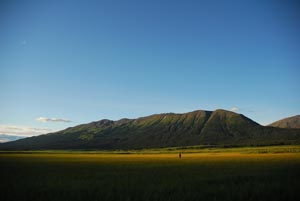
Le Sacred Headwaters nella parte sud dello Spatsizi plateau

Lo Spatsizi Plateau è un altipiano selvaggio situato a nord-ovest della Columbia Britannica in Canada.

## Toponimo
Il termine «Spatsizi» proviene dall'espressione «isbā detsīdzi» che significa «capra rossa» in tahltan, la lingua dei nativi americani che abitavano questa regione; l'origine di questa denominazione è legata al fatto che le capre delle montagne rocciose, che vivono qui, si rotolano nella polvere rossa (dovuta alla presenza di ematite), nei dintorni del lago Cold Fish.

## Geografia
Il plateau è inglobato nel vasto anello formato dal fiume Stikine che vi nasce a sud e lo contorna ad est ed a nord, mentre ad ovest è chiuso dai monti Skeena. Il fiume Spatsizi traversa il plateau nel mezzo, da ovest ad est, prima di confluire nello Stikine. Il versante sud del plateau ospita le sorgenti di quattro corsi d'acqua importanti: lo Stikine, lo Skeena, il Finlay ed il Nass. Questa zona è conosciuta localmente sotto il nome di Sacred Headwaters.

## Fauna
La fauna che vive sul plateau Spatsizi è di notevole importanza. Vi troviamo renne, Oreamnos americanus, mufloni di Dall, ed ancora alci, lupi ed orsi in gran quantità.

## Storia
Il plateau Spatsizi era il territorio di caccia degli indiani Tahltan che erano quasi le sole persone ad averlo traversato prima del 1926, quando i fratelli Hyland installarono degli accampamenti in riva al fiume Spatsizi (Hyland Post), per praticare il commercio delle pellicce.

Nel 1948, Tommy Walker, un esploratore, si accampò per cacciare e pescare, a Hyland Post. Meravigliato per la bellezza selvaggia dei luoghi, sarà il primo a proporre, senza successo, che la regione divenga una zona protetta. 

## Area protetta
Dal 1975 il plateu ospita la maggior parte di un'area protetta di 656 785 ettari: lo Spatsizi Plateau Wilderness Provincial Park (che copre anche i monti Skeena) dove vivono alcune delle più spettacolari specie animali selvatiche della Columbia Britannica.